# مارتين دومينغيز
مارتين دومينغيز (بالإسبانية: José Antonio Martín Domínguez) (و. 1964  م) هو لاعب كرة قدم، من إسبانيا، ولد في سانت جوان داسبي، مركز لعبه هو لاعب وسط.

## روابط خارجية
- مارتين دومينغيز على موقع قاعدة بيانات كرة القدم.إي يو (الإنجليزية)
- مارتين دومينغيز على موقع ناشيونال فوتبول تيمز (الإنجليزية)